# Gaurax fusiformis
Gaurax fusiformis är en tvåvingeart som beskrevs av Becker 1911. Gaurax fusiformis ingår i släktet Gaurax och familjen fritflugor. Inga underarter finns listade i Catalogue of Life.